# Езерен връх
Езерният връх е разположен в района на Седемте рилски езера на височина от 2560 м. От него се виждат всички от Седемте езера. Върхът е полегат и заоблен от запад и от юг, но изглежда внушителен със стръмните си склонове, спускащи се към циркуса на езерото Близнака.
Езерният връх е лесно достъпен от северозапад, покрай езерото Окото, както и от югоизток, откъм местността Раздела, разположена на главното било, в близост до връх Дамга.
Преходът до върха от хижа „Рилски езера“ е около 2 часа. Той започва със стръмно изкачване на платото над хижата, продължава по полегат участък до езерото Бъбрека, след което започва стръмно изкачване покрай езерото Окото до самия връх.